# Flughafen Pemba (Tansania)

i7
i11
i13
Der Flughafen Pemba (auch Pemba-Wawi, IATA-Code: PMA, ICAO-Code: HTPE) ist seit 1962 der Flughafen der Insel Pemba im Sansibar-Archipel in Tansania. Er liegt im Distrikt Chake Chake der Region Pemba Kusini, rund 5 Kilometer östlich der Stadt Chake-Chake. 
Der Flughafen wurde zuletzt von 45.000 Passagieren genutzt. Der Ausbau auf eine Kapazität von 750.000 Passagieren pro Jahr wurde im Juli 2023 angekündigt.

## Kenndaten
- Die asphaltierte Piste ist 1525 Meter lang und 30 Meter breit und 24 Meter über dem Meeresniveau. Sie liegt in der Richtung 03/21.[2][3]
- Der Tower ist über die Frequenz 122,5 M erreichbar.[3]
- Betreiber des Flughafens ist die Zanzibar Airport Authority.[4]

## Fluggesellschaften und Ziele
Vom Flughafen Pemba werden Flüge nach Sansibar und Tanga angeboten. Diese Linienflüge werden von Auric Air und Coastal Aviation durchgeführt (Stand 2022).